# Anna Watkins

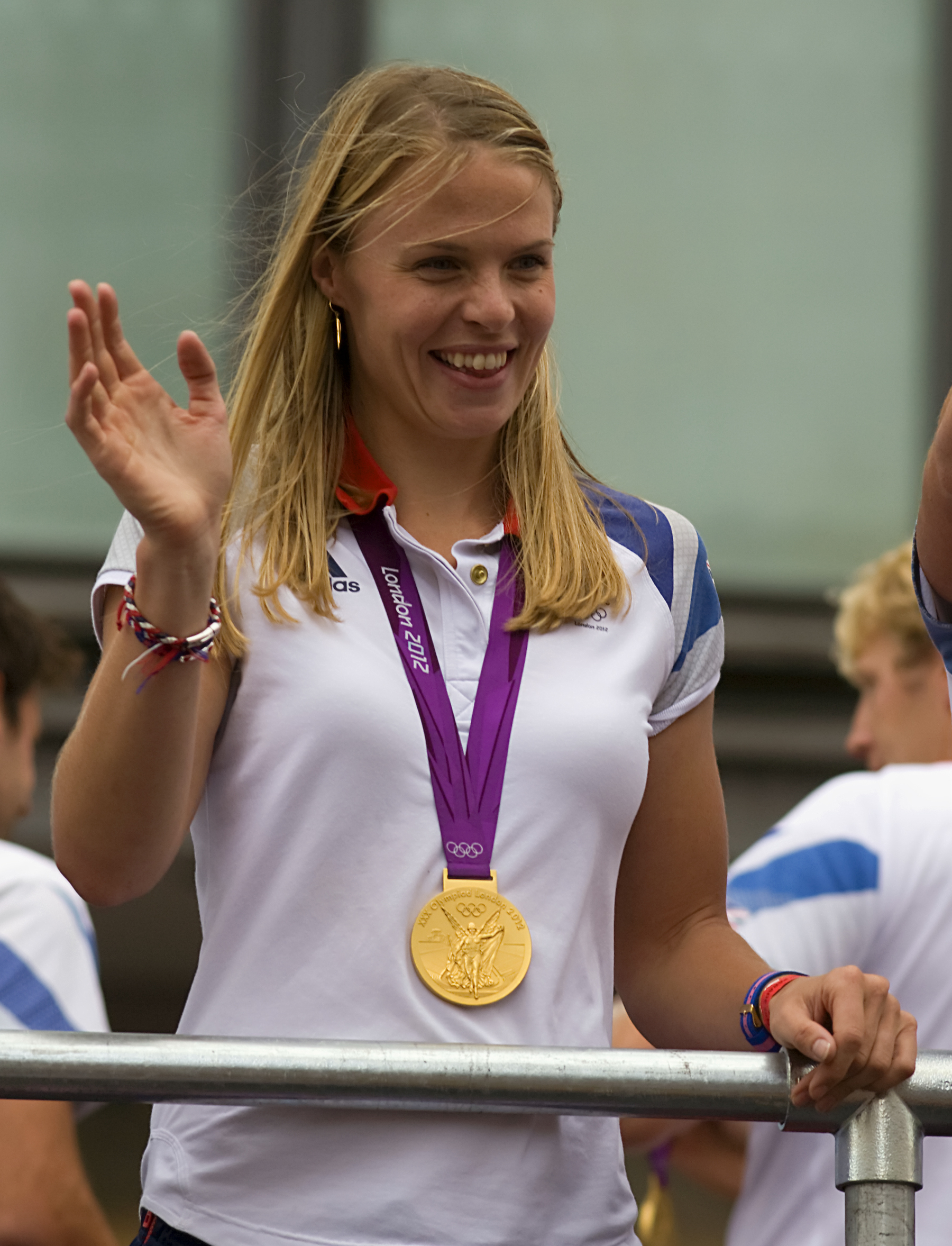

Anna Rose Watkins, geboren als Anna Rose Bebington, (* 13. Februar 1983 in Leek, Staffordshire) ist eine britische Ruderin. Sie gewann 2012 die olympische Goldmedaille im Doppelzweier.

## Leben und Karriere
Anna Bebington begann 2001 mit dem Rudersport, sie tritt für den Leander Club in Henley-on-Thames an. 2004 siegte sie im Vierer ohne Steuerfrau bei den U23-Weltmeisterschaften. 2005 trat sie abwechselnd im Zweier ohne Steuerfrau und im Achter an, bei den Weltmeisterschaften belegte sie mit dem britischen Achter den fünften Platz.
2006 wechselte Bebington zu den Skullbooten in den Doppelzweier, zusammen mit Annie Vernon siegte sie beim Weltcup in München und belegte in Luzern den zweiten Platz, bei den Ruder-Weltmeisterschaften 2006 verpassten die beiden mit dem vierten Platz knapp die Medaillenränge. 2007 wechselte Vernon in den britischen Doppelvierer. Bebington ruderte zusammen mit Elise Laverick im Doppelzweier, die beiden gewannen bei den Weltmeisterschaften die Bronzemedaille hinter den Booten aus China und Neuseeland. 2008 siegten Bebington und Laverick beim Weltcup in Posen, bei der olympischen Regatta in Peking siegten die Neuseeländerinnen, die Britinnen erhielten Bronze hinter dem deutschen Doppelzweier.
Nach ihrer Heirat trat Anna Watkins 2009 wieder zusammen mit Annie Vernon an. Bei den Weltmeisterschaften gewannen die beiden hinter dem polnischen Doppelzweier Silber. 2010 wagte Watkins bei allen Weltcupregatten einen Doppelstart in Doppelzweier und Doppelvierer, sie gewann fünf Rennen und belegte nur im Doppelvierer einmal den zweiten Platz. Bei den Weltmeisterschaften startete sie nur im Doppelzweier und gewann den Titel zusammen mit Katherine Grainger. 2011 blieben Watkins und Grainger in zwei Weltcuprennen und bei den Weltmeisterschaften siegreich. Im Jahr darauf gewannen sie alle drei Weltcupregatten und das Finale bei den Olympischen Spielen 2012.